# Meleon insulanus
Meleon insulanus är en spindelart som beskrevs av Logunov, Azarkina 2007 [2008. Meleon insulanus ingår i släktet Meleon och familjen hoppspindlar. Inga underarter finns listade i Catalogue of Life.